# UCI Women's ProSeries 2024
L'UCI Women's ProSeries 2024 è stata la quinta edizione dell'UCI Women's ProSeries, il secondo circuito per importanza nel ciclismo femminile. Il suo calendario era composto da 10 gare, che si sono svolte dal 13 febbraio all'8 ottobre 2024 in Europa.
Il programma comprendeva otto corse di un giorno (1.Pro) e due corse a tappe (2.Pro).

## Calendario
La principale novità della stagione è rappresentata dall'inserimento in calendario del Gran Premio Ciudad de Eibar, del Women's Cycling Grand Prix Stuttgart & Region e della Tre Valli Varesine, 
mentre il Festival Elsy Jacobs è uscito dal calendario.
| N. | Data           | Evento                                               | Cat.  | Vincitrice           | Squadra                         |
| -- | -------------- | ---------------------------------------------------- | ----- | -------------------- | ------------------------------- |
| 1  | 13-16 febbraio | Setmana Ciclista Valenciana (2024)                   | 2.Pro | Marlen Reusser       | Team SD Worx-Protime            |
| 2  | 13 marzo       | Nokere Koerse (2024)                                 | 1.Pro | Lotte Kopecky        | Team SD Worx-Protime            |
| 3  | 27 marzo       | Dwars door Vlaanderen (2024)                         | 1.Pro | Marianne Vos         | Visma–Lease a Bike              |
| 4  | 10 aprile      | Freccia del Brabante (2024)                          | 1.Pro | Elisa Longo Borghini | Lidl-Trek                       |
| 5  | 15 maggio      | Navarra Women's Elite Classic (2024)                 | 1.Pro | Hannah Ludwig        | Cofidis                         |
| 6  | 26 maggio      | Gran Premio Ciudad de Eibar (2024)                   | 1.Pro | Yurani Blanco        | Laboral Kutxa–Fundación Euskadi |
| 7  | 25-30 giugno   | Internationale LOTTO Thüringen Ladies Tour (2024)    | 2.Pro | Ruth Edwards         | Human Powered Health            |
| 8  | 15 settembre   | Women's Cycling Grand Prix Stuttgart & Region (2024) | 1.Pro | Eleonora Gasparrini  | UAE Team ADQ                    |
| 9  | 5 ottobre      | Giro dell'Emilia Internazionale Donne Elite (2024)   | 1.Pro | Elisa Longo Borghini | Lidl-Trek                       |
| 10 | 8 ottobre      | Tre Valli Varesine (2024)                            | 1.Pro | Cédrine Kerbaol      | Ceratizit Pro Cycling           |